# Mêda
Mêda es una ciudad portuguesa, perteneciente al distrito de Guarda, região Centro y comunidad intermunicipal de Beiras y Sierra de la Estrella, con cerca de 2100 habitantes.
Es sede de un municipio con 285,91 km² de área y 4633 habitantes (2021), subdividido en 11 freguesias. 

## Historia
Recibió la foral de D. Manuel I el 1 de junio de 1519. Fue elevada a ciudad el 9 de diciembre de 2004.

## Geografía
Los municipios están limitado al norte y el este por el municipio de Vila Nova de Foz Côa, al este por Pinhel, al sur por Trancoso y al oeste por Penedono.

### Demografía
| Gráfica de evolución demográfica de Mêda entre 1849 y 2021 |
|                                                            |
| Datos según el nomenclátor publicado por el INE portugués. |

## Freguesias
Las freguesias de Mêda son las siguientes:
- Aveloso
- Barreira
- Coriscada
- Longroiva
- Marialva
- Mêda, Outeiro de Gatos e Fonte Longa
- Poço do Canto
- Prova e Casteição
- Rabaçal
- Ranhados
- Vale Flor, Carvalhal e Pai Penela